# Péronne Goguillon
Péronne Goguillon (décédée le 29 mai 1679) est morte brûlée sur le bûcher accusée de sorcellerie en France.

## Biographie
Le 8 mai 1679, quatre soldats de la garnison de Marchiennes, près de Douai, se conduisent très violemment envers les villageois de Bouvignies. Ils exigent de l'argent, enlèvent Péronne Goguillon, une habitante du village, la violent, et l'accusent d'être une sorcière. Le 10 mai, son mari Andrieu Dufosset tente de porter plainte à ce sujet, mais le lendemain, Michel Fontenier, le commandant de garnison, confirme qu'elle est une sorcière, peut-être sous la menace des soldats. 
Vingt témoins sont appelés au procès. Péronne Goguillon est accusée d'avoir violé le saint-sacrement, d'avoir participé à un sabbat de sorcières, d'avoir rencontré le diable sous la forme d'un chien noir appelé Fréquette, d'avoir jeté des sorts à des enfants, des femmes et des bovins, d'avoir avorté, et tué des enfants. Trois marques sont trouvées sur son corps. Elle finit par avouer que ces marques ont été apposées par le diable. Le 24 mai elle désigne sa cousine Jeanne Goguillon, Jeanne Bachy, Jean Bachy, Pierre Hornet et sa fille Marie-Anne Dufosset (18 ans), comme des sorcières et sorciers. Deux jours plus tard, elle identifie également Marie-Anne Ducrocquet, Andrieu Fischel, Philippote Fischel et Madeleine Truan. Le 28 mai, Péronne Goguillon est jugée coupable de sorcellerie et condamnée à mourir sur le bûcher. La peine est exécutée le 29 mai 1679. 
Jeanne Goguillon est brûlée le 3 juillet 1679, après qu'une marque a été trouvée sur son corps. Marie-Anne Dufosset est jugée coupable des mêmes chefs que sa mère et brûlée. Celles-ci sont considérées comme les dernières femmes à avoir été exécutées pour sorcellerie en France. D'autres femmes accusées de sorcellerie ont été traduites en justice en 1748 et 1768. Elles ont été condamnées à des amendes.

## Dans la culture populaire
Péronne Goguillon est le principal personnage d'un roman de Jean-François Zimmermann, Les 4 sorcières de Bouvignies, paru en septembre 2022 aux Éditions Nord Avril.